# Bichitr

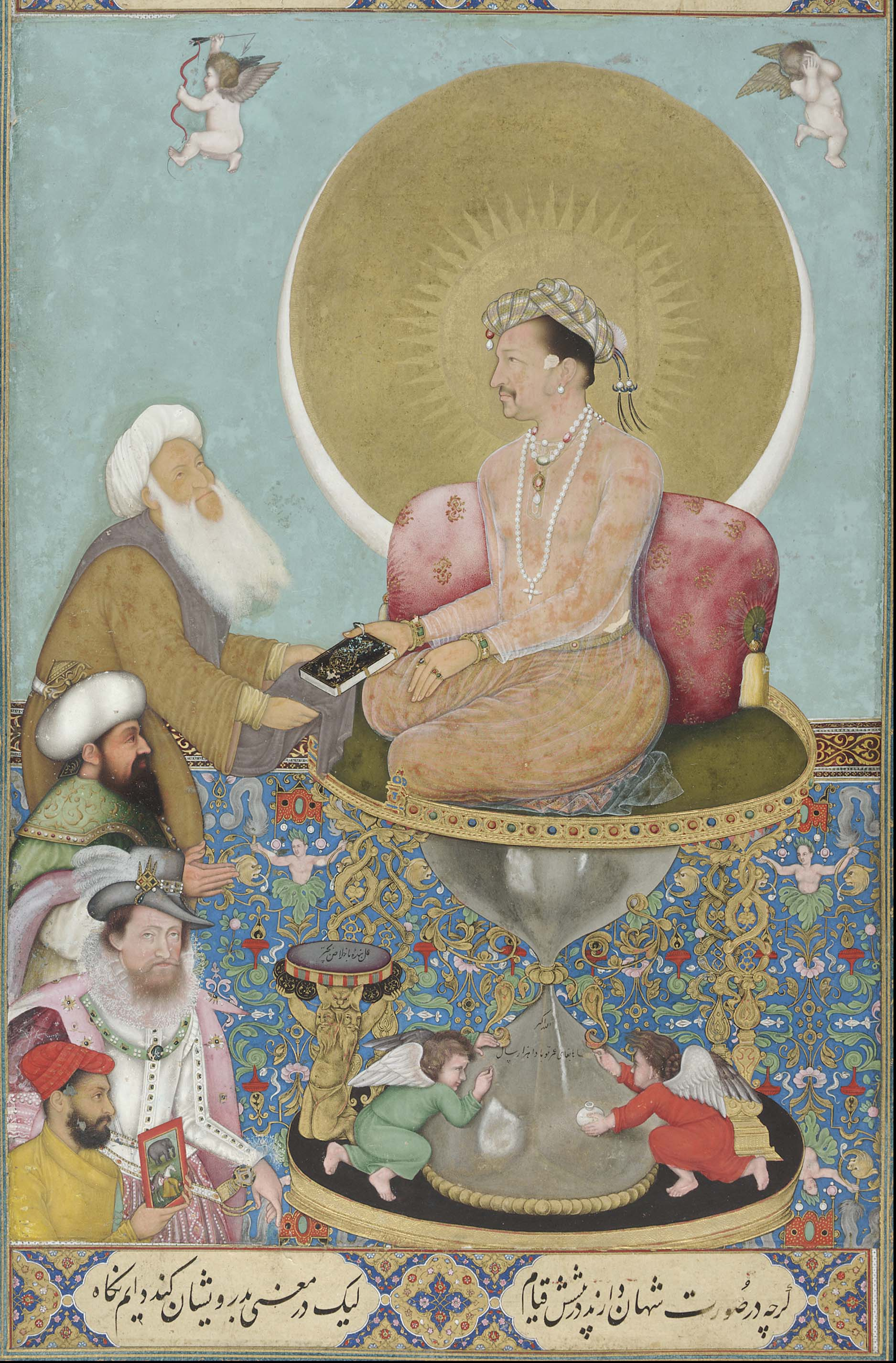
Bichitr: Jahangir zieht die Gesellschaft eines Scheichs der von Königen vor, Miniatur um 1620. Dargestellt sind neben dem auf einem Stundenglas sitzenden Kaiser Jahangir ein Sufi, wahrscheinlich ein Angehöriger des Chishti-Ordens, sowie der osmanische Sultan Selim I. und der englische König Jakob I. Die ein Gemälde in Händen haltende Person in der linken unteren Bildecke ist vermutlich Bichitr selbst.

Bichitr (auch Bichtir; * unbekannt; † nach 1650) war ein bedeutender Miniaturmaler im indischen Mogulreich in der ersten Hälfte des 17. Jahrhunderts. Der aus einer hinduistischen Familie stammende Bichitr wuchs wahrscheinlich am Hof der Mogulkaiser auf und war ab etwa 1615 für Großmogul Jahangir (reg. 1605 bis 1627) tätig. Unter dessen Nachfolger Shah Jahan (reg. 1627 bis 1657/58) zählte er zu den herausragendsten Porträtisten am Hofe. Sein Sterbedatum ist unbekannt, möglicherweise war er noch bis etwa 1660 aktiv.
Kennzeichnend für Bichitrs Stil ist eine äußerst präzise, realistische Wiedergabe von Gesichtszügen, sonstigen physischen Details und Kleidungsstücken, die im Gegensatz zu den formelhafteren Personendarstellungen in der Mogulmalerei der Akbar-Zeit stehen. Für seine Werke, die sich durch meisterhafte Linienführung und Komposition auszeichnen, verwendete er zumeist klare, leuchtende Farben. Die Darstellung des Raumes wirkt bei Bichitr weitaus rationaler und weniger überladen als bei anderen mogulischen Malern. Nach europäischem Vorbild setzte er Schattierungen ein, um den Figuren seiner Bilder große Plastizität zu verleihen. In einigen Fällen übernahm er Motive europäischer Grafiken. So erscheint in einem seiner berühmtesten Werke, das Kaiser Jahangir auf einem Stundenglas sitzend darstellt, wie er aus den Händen eines Sufi-Scheichs ein Buch entgegennimmt und die Gesellschaft des Scheichs der weltlicher Würdenträger vorzieht, ein Porträt des englischen Königs Jakob I. (nach einer Vorlage von John de Critz). Dieselbe Miniatur enthält möglicherweise auch ein Selbstbildnis Bichitrs. Um etwa 1630 ist ein Übergang vom weicheren, romantischeren Frühstil zum reiferen, aber emotional zurückhaltenderen Spätstil zu beobachten.